# تفشي الإيبولا في جمهورية الكونغو الديمقراطية 2014
في عام 2014، تفشى مرض فيروس الإيبولا في جمهورية الكونغو الديمقراطية. أظهرت السلاسل الجينية عدم وجود ارتباط بين هذا التفشي ووباء إيبولا في غرب أفريقيا 2014-15، على الرغم من انتمائهما إلى النوع نفسه من «إي بي أو في». بدأ التفشي في أغسطس 2014 وأُعلن عن انتهائه في نوفمبر من السنة نفسها، بعد مرور 42 يوم دون تسجيل أي حالات جديدة. تُعد هذه حالة التفشي السابعة التي شهدتها تلك المنطقة، إذ يرجع ثلاث منها إلى عهد زائير.

## الوبائيات

### المريض الأول
أدى تتبع تفشي المرض إلى الوصول إلى امرأة في قرية إيكانامونغو التابعة لمقاطعة إكواتور الشمالية النائية، إذ أُصيبت بالمرض بعد تعاملها مع لحوم الأدغال. في 11 أغسطس 2014، توفيت الامرأة على الرغم من تلقيها العلاج في عيادة محلية. حُدد تشخيصها عقب الوفاة على أنه حمى نزفية مجهولة السبب. أكدت الدراسات اللاحقة في المختبر أن وفاتها ناجمة عن الإصابة بمرض فيروس إيبولا.

### الاستجابة
نشرت منظمة أطباء بلا حدود (إم إس إف) فريقًا مكونًا من 50 شخص في المنطقة، وافتتحت مركزين لعلاج مرض فيروس إيبولا بسعة بلغت 50 سرير. تعاونت منظمة أطباء بلا حدود مع وزارة الصحة في الدولة ومنظمة الصحة العالمية (دبليو إتش أو) لرفع مستوى الوعي العام وضمان تنفيذ المراقبة اللازمة، وتتبع المخالطين وأداء أنشطة المتابعة بهدف الحد من انتشار المرض. لا توجد طرقات مؤدية إلى المنطقة المصابة، ما جعل ظروف العمل صعبة.

### الحالات اللاحقة
بحلول 18 أغسطس، وردت وفاة 13 شخص، من بينهم ثلاثة عاملين في مجال الرعاية الصحية، جراء أعراض شبيهة بالإيبولا في مقاطعة إكواتور، التي تقع على بعد 1,200 كيلو متر تقريبًا (750 ميل) شمالي العاصمة كينشاسا. في 26 أغسطس، أكدت وزارة الصحة في مقاطعة إكواتور تفشي الإيبولا لمنظمة الصحة العالمية (دبليو إتش أو).
في 2 سبتمبر، صرحت منظمة الصحة العالمية بوصول عدد الوفيات إلى 31 حالة في منطقة بويندي الشمالية التابعة لمقاطعة إكواتور، إلى جانب 53 حالة إصابة مؤكدة أو مشتبهة أو محتملة. في 9 سبتمبر، رفعت منظمة الصحة العالمية عدد الإصابات إلى 62 حالة مع وصول إجمالي الوفيات إلى 35 حالة وفاة ناجمة بشكل مؤكد أو محتمل عن الإيبولا. شمل هذا العدد 9 عاملين في مجال الرعاية الصحية من بينهم 7 وفيات. وصل عدد الأشخاص المخالطين إلى 386 شخص مع تتبع حالة 239 شخص منهم. استطاعت مقاطعة جيرا التابعة لمنطقة بويندي احتواء التفشي.
بحلول 28 أكتوبر، وصل عدد الحالات المبلغ عنها إلى 66 حالة. بلغ إجمالي الوفيات 49 حالة وفاة واردة، من بينها ثمانية عاملين في مجال الرعاية الصحية. لم ترد أي حالات اختلاط جديدة، مع مرور عشرين يوم على حالة الاختلاط الأخيرة، التي جاءت سلبية للمرة الثانية وخرجت من المشفى. صرحت جمهورية الكونغو الديمقراطية عن إعلان خلوها من مرض الإيبولا عند انقضاء 42 يوم على الاختبار السلبي الثاني دون ورود أي حالات جديدة. أعلنت الجمهورية عن انتهاء التفشي في 15 نوفمبر 2014.

### النتائج اللاحقة
في أكتوبر 2014، أشارت النتائج الأخيرة إلى احتمالية وجود العديد من الحالات السابقة للمريضة الأولى. أخبر زوج المريضة الأولى فريق التحقيق بزيارة زوجته لامرأتين قبل فترة وجيزة من إصابتها، إذ توفيت كلتاهما في وقت لاحق جراء أعراض شبيهة بالإيبولا. أخبر سكان القرية الآخرون الفريق أيضًا بموت جميع الخنازير، التي تناولوها في النهاية، قبل فترة وجيزة من وصول المرض إلى القرية. وفقًا لفريق البحث، «إنها الحالة الثالثة، بين عامي 2007 و2012، التي تشهد موت الخنازير على نطاق واسع قبل تفشي الإيبولا بين البشر في جمهورية الكونغو الديمقراطية... وقد ثبت أن الخنازير النافقة في عام 2012 حاملة لفيروس إيبولا». لم يُثبت وجود انتقال من الخنازير إلى الإنسان في حالات التفشي السابقة، لكن أوصى الخبراء القرويين بتجنب أكلها مع استمرار التحقيق.